# 戴氏孢堆黑粉菌
戴氏孢堆黑粉菌（学名：Sporisorium taianum）是属于黑粉菌目黑粉菌科孢堆黑粉菌属的一种真菌，寄生在高粱属植物上。该种分布于中国。